# محمد العلوی
محمد العلوی (انگلیسی: Mohammed Alaoui؛ زادهٔ ۱ ژانویهٔ ۱۹۴۴) بازیکن بسکتبال اهل مراکش است. وی عضو تیم ملی بسکتبال مراکش در بازی‌های المپیک تابستانی ۱۹۶۸ بوده‌است.